# Vlag van Mettet
De vlag van Mettet is op onbekende datum bij raadsbesluit vastgesteld als de vlag van de Naamse gemeente Mettet. De vlag kan als volgt worden beschreven:
In vieren gedeeld door een wit kruis, groen en groen met een witte rand.
De vlag komt overeen met het vlagontwerp van de Raad van Heraldiek en Vexillologie (Frans: Conseil d’héraldique et de vexillologie). Het ontwerp van de vlag is geïnspireerd op het motorcircuit Jules Tacheny. De kleuren zijn ontleend aan die van het gemeentewapen.